# Coppa della Livonia
La Coppa della Livonia è una competizione calcistica che si è giocata saltuariamente a partire dal 2003 tra la squadra campione d'Estonia (vincitrice della Meistriliiga) e la squadra campione di Lettonia (vincitrice della Virslīga). 
Le prime cinque edizioni del 2003, 2004, 2005, 2008 e 2011 si sono sempre giocate in Lettonia, nell'impianto Skonto Hall di Riga. Dopo sette anni di assenza, è tornata a disputarsi nel 2018, per la prima volta in Estonia, all'EJK Jalgpallihall di Tallinn. L'edizione più recente ha avuto luogo nel 2023, nella stessa sede estone.
Nel 2024 si è invece disputato tra gennaio e febbraio un torneo a 24 squadre (12 estoni e 12 lettoni) raggruppate in tre gironi da otto, senza fasi successive.

## Albo d'oro
| Anno | Vincitore     | Ris.                       | Finalista        | Impianto                   |
| ---- | ------------- | -------------------------- | ---------------- | -------------------------- |
| 2003 | Skonto Riga   | 2 - 2 (dts) 12 - 11 (rig.) | Flora Tallinn    | Skonto Hall, Riga          |
| 2004 | Skonto Riga   | 3 - 3 (dts) 4 - 3 (rig.)   | Flora Tallinn    | Skonto Hall, Riga          |
| 2005 | Skonto Riga   | 4 - 3                      | Levadia Tallinn  | Skonto Hall, Riga          |
| 2008 | Ventspils     | 2 - 2 (dts) 4 - 3 (rig.)   | Levadia Tallinn  | Skonto Hall, Riga          |
| 2011 | Flora Tallinn | 2 - 0                      | Skonto Riga      | Skonto Hall, Riga          |
| 2018 | Flora Tallinn | 2 - 0                      | Spartaks Jūrmala | EJL Jalgpallihall, Tallinn |
| 2023 | Flora Tallinn | 2 - 0                      | Valmiera         | EJL Jalgpallihall, Tallinn |

## Vincitori per nazione
| Squadra  | Squadre vincitrici |
| Lettonia | 4                  |
| Estonia  | 3                  |